# لی هیون سو (نویسنده)
لی هیون سو (Lee Hyeon-su) نویسنده اهل کره جنوبی است.
لی هیون سو به عنوان یک هنرمند سنتی زبان، توصیفات خارق‌العاده و دیالوگ‌های غنی را به هم پیوند می‌دهد. فرهنگ خانه گی سانگ را که اکنون در جریان مدرنیزاسیون فراموش شده‌است، در قالب یک مینیاتور به تصویر کشیده و با دقت زندگی گی سانگ را ثبت نموده‌است. همان‌طور که Jang Eunsu بیان می‌کند، لی هیون سو «هنرمند سنتی زبان» نسل ما است.

## آثار

### مجموعه داستان‌های کوتاه
- توران (토란 تارو)، Munidang، ۲۰۰۳.
- Jangminamu sikgijang (장미나무 식기장 کمد درخت رز)، Munhakdongne، ۲۰۰۹.

### رمان‌ها
- Gilgatjib yeoja (길갓집 여자 زن از خانه در جاده)، آیروم، ۲۰۰۰.
- Singisaengdyeon (신기생뎐 Tales New Gisaeng) , Munhakdongne، ۲۰۰۵.
- ناهول (나흘 ۴ روز)، Munhakdongne، ۲۰۱۳.

### ترجمه
- نیلوفر آبی طلایی : Histoires de courtisanes (فرانسوی)
- СКАЗАНИЕ О НОВЪIХ КИСЭН (روسی)
- Die letzte Gisaeng: رومی (آلمانی)[۲]

## جوایز
- پانزدهمین جایزه ادبی هان مو سوک (۲۰۱۰)
- دومین جایزه ادبیات مردم بنفش (۲۰۰۷)
- جایزه ادبی مو یونگ (۲۰۰۳)
- دومین جایزه ادبیات Kim Yujung (۱۹۹۶)